# Donald I.
Donald I. MacAlpin (škot. Dòmhnall mac Ailpein), nazivan Kenneth Osvajač (?, 812. –  Perthshire, 13. travnja 862.), kralj Pikta i Škota, odnosno Kraljevstva Albe (858. – 862.), brat i nasljednik kralja Kennetha MacAlpina iz dinastije Alpin.
Donio je niz zakona, poznatih kao Zakoni Aedha, na osnovu kojih je nastalo pravilo da se nasljednik prijestolja bira za života kralja, među najdostojnijim članovima kraljevske obitelji, a ne isključivo među sinovima. Zbog toga je Donald I. za svog nasljednika izabrao brata Konstantina I.